# Гнатюк, Александра
Александра Евгеньевна Гнатюк (пол. Aleksandra Hnatiuk; род. 11 ноября 1961, Варшава) — польская исследовательница в области украиноведения, переводчица и популяризатор украинской литературы, сотрудница Института славистики Академии Наук, профессор НаУКМА, председатель Общества промоции украинской культуры в Польше и польской в Украине. Часто подписывается как Оля Гнатюк («Ola Hnatiuk»).
Издала в Польше сборники поэзии Игоря Калинца, Василия Голобородько, эссе и повести Юрия Андруховича и «Историю Украины» Натальи Яковенко.

## Биография
Родилась 11 ноября 1961 в Варшаве.
Изучала русскую и украинскую филологию в Варшавском университете, получила диплом магистра с отличием в 1985 году. В 1992 году стала кандидатом филологических наук, защитив диссертацию на тему «Украинская барочная религиозная песня».
В 1997—2006 годах была доцентом, а затем профессором в Институте Славистики Польской академии наук.
С сентября 2001 до марта 2002 стажировалась в Гарвардском университете на стипендии Шкляра.
В 2004 году получила степень доктора наук (хабилитацию) написав монографию «Прощание с империей. Украинские дискуссии об идентичности», которая была отмечена наградой им. Ежи Гедройца (2003) и наградой Восточного обозрения (2004).
С 2006 до сентября 2010 года работала советником по вопросам культуры и науки посольства Польши в Украине.
Преподаёт в Варшавском университете. С октября 2010 года руководит совместной магистерской программой Киево-Могилянской академии и Варшавского университета.
С 2010 — профессор Института славистики Академии Наук.
Является членом:
- Международного бюро Международной ассоциации украинистов
- научного совета Института славистики ГОСПОДИН
- редакционного совета издательской серии «Современная украинская литература»
- польского и украинского ПЕН-клубов
- с 2011 года член правления международного фонда «Возрождение»
- Редактор издательской серии «Współczesna literatura ukraińska»[3].

## Книги
- Бунт поколения. Разговоры с украинскими интеллектуалами / Оля Гнатюк, Богумила Бердыховска. — Киев: Дух и Литера, 2004.
- Прощание с империей. Украинские дискуссии об идентичности. — К.: Критика, 2005.
- Польско-украинский диалог: журнал KULTURA и его наследие. К столетию Ежи Гедройца // Университетские диалоги. — № 1. — 2007.
- Между литературой и политикой. Эссе и интермедии. — К.: Дух и литера, 2012.
- Отвага и страх. — К.: Дух і літера, 2015.

## Статьи
- Сто лет одиночества. В июле исполняется сто лет со дня рождения Ежи Гедройца… // Зеркало недели, 8-14 июля 2006 (недоступная ссылка)
- Границу через супружеское ложе // zaxid.net, 28 марта 2008

## Награды
- Кавалерский Крест Орден Возрождения Польши (2012)
- Орден «За интеллектуальную отвагу» (2010, Украина)
- Премия фонда Антоновичей (2010, США)